# Ferdinand Noël
Ferdinand Noël, né à Piéton le 5 janvier 1852 et mort à Charleroi le 8 octobre 1936, est un avocat et un homme politique belge de tendance catholique.

## Biographie
Ferdinand Joseph Ghislain Noël, né à Piéton le 5 janvier 1852, est le fils de Ferdinand Noël, secrétaire communal, et de Marie-Antoinette Barbier. En décembre 1895, il épouse Jeanne Carlier au Quesnoy (nord de la France).
En août 1874, il obtient le diplôme de docteur en droit à l'Université catholique de Louvain et s'inscrit au barreau de Charleroi dont il est élu bâtonnier à cinq reprises (en 1898, 1908, 1918, 1924 et 1934).
De 1878 à 1895, il est conseiller communal et échevin de Piéton. De 1884 à 1886, il est conseiller de la province du Hainaut représentant du canton de Fontaine-l'Évêque. Il a assumé la présidence de l'Association catholique de Charleroi.
En juin 1886, il est élu député à la Chambre des représentants sur la liste catholique par l'arrondissement de Charleroi et siège jusqu'en juin 1890. Il est réélu député en juin 1892 et siège jusqu'en 1894.
Grand ami de la France, il a présidé pendant quinze ans le cercle des Amitiés françaises de Charleroi.
Il était également :
- membre (1899) et président (1907-1936) de la Commission administrative la prison de Charleroi ;
- administrateur de la Société des Charbonnages réunis de Roton-Farciennes et Oignies-Aiseau ;
- administrateur de la SA Concordia.

## Hommages et distinctions
Deux jubilés ont été organisé en son honneur en 1924 et 1934 pour ses 50 et 60 ans d'inscription au barreau de Charleroi.
Le portrait de Ferdinand Noël, œuvre de l'artiste peintre Edmond Doumont, trône dans la salle du Conseil de l'ordre du barreau de Charleroi.
Les distinctions suivantes lui ont été attribuées :
- Grand officier de l'ordre de la Couronne en 1934 (Belgique).
- Commandeur de l'ordre de Léopold en 1924 (Belgique).